# Real (Amarante)
Real ist ein Ort und eine ehemalige Gemeinde im Nordwesten Portugals.
Real gehört zum Kreis Amarante im Distrikt Porto. Die Gemeinde hatte eine Fläche von 6,4 km² und hat 3138 Einwohner (Stand 30. Juni 2011).
Zusammen mit den ehemaligen Gemeinden Ataíde und Oliveira bildet Real die im Dezember 1987 zur Vila erhobene Kleinstadt Vila Meã.

Lage der ehemaligen Gemeinde im Kreis Amarante bis September 2013

Am 29. September 2013 wurden die Gemeinden Real, Ataíde und Oliveira zur neuen Gemeinde União das Freguesias de Real, Ataíde e Oliveira zusammengefasst. Real ist Sitz dieser neu gebildeten Gemeinde.

## Bauwerke

Romanische Kirche São Salvador

- Romanische Kirche São Salvador
- Capela de São Tiago e São Brás
- Igreja Matriz (Pfarrkirche)
- Capela Santo António

## Söhne und Töchter der Stadt
- Agustina Bessa-Luís (1922–2019), Schriftstellerin